# Elección para gobernador de Nuevo México de 2006
La elección para gobernador de Nuevo México de 2006 tuvo lugar el 7 de noviembre. En las elecciones generales, Bill Richardson (demócrata) fue reelegido gobernador con el 68.82% de los votos contra el 31.18% del candidato republicano, John Dendahl.

## Primaria demócrata

### Candidatos
- Bill Richardson, gobernador titular, exsecretario de Energía de los Estados Unidos, exembajador de los Estados Unidos ante las Naciones Unidas y exrepresentante de los Estados Unidos

### Resultados
|  | 99.64 % |

|  | 100 % |

## Primaria republicana

### Candidatos
- James R. Damron, médico

### Resultados
|  | 99.58 % |

|  | 100 % |

## Encuestas
| Fuente de la encuesta                  | Fecha(s) de realización     | Tamaño de muestra | Margen de error | Bill Richardson (D) | John Dendahl (R) | Otro Indecisos |
| -------------------------------------- | --------------------------- | ----------------- | --------------- | ------------------- | ---------------- | -------------- |
| Research & Polling Inc. of Albuquerque | 25-28 de septiembre de 2006 | —                 | —               | 60%                 | 28%              | —              |
| Rasmussen Reports                      | 7 de septiembre de 2006     | —                 | —               | 61%                 | 26%              | —              |
| Research & Polling Inc. of Albuquerque | 25-31 de agosto de 2006     | —                 | —               | 57%                 | 28%              | —              |
| Rasmussen Reports                      | 26 de junio de 2006         | —                 | —               | 56%                 | 32%              | —              |

## Resultados
|  | 68.82 % |

|  | 31.18 % |

|  | 100 % |

|  | 52.21 % |